# جغدهای بلوطی
جغدهای بلوطی (نام علمی: Phodilus) یک سرده از جغدهای انبار جهان قدیم است. ویژگی‌های تعیین‌کننده جغدهای خلیجی، جغدهای کوچکتر آنها در مقایسه با دیگر جغدهای انباری و صورت U یا V شکل آنها است. این جغدها را می‌توان در جنوب تا جنوب شرق آسیا و بخش‌هایی از آفریقای مرکزی در اکوسیستم‌های جنگلی و مرتعی یافت.

## آرایه‌شناسی و رده‌بندی
سردهٔ Phodilus توسط جانورشناس فرانسوی ایزیدور جفروی سنت هیلر در سال ۱۸۳۰ ایجاد شد. برخی از آرایه‌شناسان دو گونه را در این سرده قرار می‌دهند، در حالی که برخی دیگر سه گونه می‌دانند. این نام از واژهٔ یونان باستان phōs برای "نور" یا "روز" و deilos برای "ترس" یا "بزدل" گرفته شده‌است. اکثر دیدیگاه‌های رده‌بندی سه گونه موجود در این سرده را می‌شناسند:
| نگاره | نام علمی            | نام رایج             | پراکندگی                                                                                            |
| ----- | ------------------- | -------------------- | --------------------------------------------------------------------------------------------------- |
|       | Phodilus prigoginei | جغد بلوطی کنگو       | کوه‌های Itombwe در شرق جمهوری دموکراتیک کنگو                                                         |
|       | Phodilus badius     | جغد بلوطی خاوری      | فیلیپین، چین، ویتنام، میانمار، کامبوج، لائوس، تایلند، هند، بنگلادش، مالزی، سنگاپور، اندونزی، برونئی |
|       | Phodilus assimilis  | جغد بلوطی سریلانکایی | جزیره سریلانکا و گات غربی در کرالا، جنوب غربی هند                                                   |